# Michael Nardelli
Michael Nardelli (Cleveland, 18 agosto 1983) è un attore statunitense.

## Biografia
Nato a Cleveland in Ohio si fa notare nel 2003 con vari spot pubblicitari e successivamente studia recitazione in California e ottiene il suo primo ruolo nel film The Derby Stallion insieme a Zac Efron e successivamente entra nel cast di Revenge inoltre è stato regista e produttore del suo cortometraggio Lady in Red della durata di 12 minuti.

## Filmografia

### Cinema
- Quel mostro di suocera, regia di Robert Luketic (2005)
- The Derby Stallion, regia di Craig Clyde (2005)
- Hyenas, regia di Eric Weston (2010)
- Lady in Red, regia di Michael Nardelli (2010)
- Another Happy Day, regia di Sam Levinson (2011)
- Grassroots, regia di Stephen Gyllenhaal (2012)
- The Collection, regia di Marcus Dunstan (2012)
- Chu and Blossom, regia di Charles Chu (2014)

### Televisione
- Sentieri – soap TV, 448 episodi (2006-2008) - Chris Chestman
- The Client List - Clienti speciali – serie TV, 2 episodi (2012) - Andy
- The Mob Doctor – serie TV, 2 episodi (2012) - Kyle Bennett
- Revenge – serie TV, 8 episodi (2012-in corso) - Trey Chandler
- La scelta di Jessica (Christmas in Homestead), regia di Steven R. Monroe - film TV (2016)